# Валаамка
Валаа́мка, сиг валаамский, зобатый сиг, верхосвирка (лат. Coregonus widegreni) — вид пресноводных рыб из рода сигов. Название «зобатый» объясняется тем, что у валаамки, как у формы глубоководной, брюхо (зоб), при вытаскивании рыбы на поверхность, выпячивается.

## Биологическое описание и ареал
Самцы могут достигать в длину 55 см и веса 2 кг. Питаются планктоном и донными беспозвоночными — мизиды, бокоплавы, личинки хирономид.
Обитают в пресноводных водоёмах Европы в Германии, Польше, Финляндии и России. На территории России встречаются на глубине Онежского и Ладожского озёр.
Максимальная продолжительность жизни 20 лет. Нерест происходит в конце ноября — начале декабря.